# Gornja Gradina
Gornja Gradina je naselje v občini Kozarska Dubica, Bosna in Hercegovina. 

## Deli naselja
Gornja Gradina in Tešinića Dolina.

## Prebivalstvo
| Pregled števila prebivalcev po letih | Pregled števila prebivalcev po letih | Pregled števila prebivalcev po letih | Pregled števila prebivalcev po letih | Pregled števila prebivalcev po letih | Pregled števila prebivalcev po letih |
| ------------------------------------ | ------------------------------------ | ------------------------------------ | ------------------------------------ | ------------------------------------ | ------------------------------------ |
| 1948                                 | 1953                                 | 1961                                 | 1971                                 | 1981                                 | 1991                                 |
| -                                    | -                                    | -                                    | 255                                  | 244                                  | 202                                  |

| Narodna sestava prebivalstva po letih                                                                                    | Narodna sestava prebivalstva po letih                                                                                      | Narodna sestava prebivalstva po letih                                                                                      |
| --- | --- | --- |
| 1971 | 1981 | 1991 |
| . skupaj: 255 Srbi 255 (100 %) Hrvati 0 (0,00 %) Muslimani 0 (0,00 %) Jugoslovani 0 (0,00 %) drugi in neznano 0 (0,00 %) | . skupaj: 244 Srbi 239 (97,95 %) Hrvati 1 (0,40 %) Muslimani 0 (0,00 %) Jugoslovani 2 (0,81 %) drugi in neznano 2 (0,81 %) | . skupaj: 202 Srbi 194 (96,03 %) Hrvati 0 (0,00 %) Muslimani 0 (0,00 %) Jugoslovani 2 (0,99 %) drugi in neznano 6 (2,97 %) |